# Louis-François de Ferrières-Sauveboeuf
 (décembre 2010).
Si vous disposez d'ouvrages ou d'articles de référence ou si vous connaissez des sites web de qualité traitant du thème abordé ici, merci de compléter l'article en donnant les références utiles à sa vérifiabilité et en les liant à la section « Notes et références ».
Louis-François de Ferrières-Sauvebœuf, dit le comte de Ferrières-Sauvebeuf, né le 20 juin 1762 au  château du moulin d'Arnac à Nonards en Corrèze, mort assassiné le 18 1814 à Montmort (Marne) , fut recruté comme agent diplomatique pour se charger de missions au Proche-Orient sous le ministère Vergennes. Pendant la Terreur, de décembre 1793 à juillet 1794, il fut indicateur de prison pour le compte du Comité de sûreté générale.

## Famille
Membre de la Famille de Ferrières de Sauvebœuf, il est le quatrième fils de François de Ferrières de Sauvebœuf, dit le comte de Ferrières de Sauvebœuf et de Marguerite de Chastaignac de la Guyonnie, et le cousin de Mirabeau.

## Agent du Ministère des Affaires étrangères et aventurier
Il fut d’abord officier puis à partir de 1782 il devint agent diplomatique sous le ministère de Charles Gravier de Vergennes. Il voyagea notamment en Italie d’où il passa au Proche-Orient, principalement en Turquie puis à Lattaquié en Syrie et de là à Ispahan, en Perse (5 mai 1784), où il consigna ses observations sur des guerres dont il fut le témoin. 
Il prétendit après coup avoir été éveillé alors aux sentiments de la liberté: « J’appris, écrit-il plus tard, à connaître avec les Tartares, cette fierté, premier sentiment de l’homme libre, qui n’a d’autres chefs que ceux qu’il s’est choisis lui-même, et qui frémit au seul nom d’un maître inamovible ». Il aurait accompagné Agha-Méhémet dans ses expéditions guerrières, mais il chercha surtout, comme on le lui avait prescrit, « de détourner le shah de faire filer vers le Caucase les marchandises venant par caravanes d’Extrême-Orient pour les ramener à Constantinople selon l’ancien usage ». Il revint par Bagdad, traversa l’Asie Mineure et, arrivé à Constantinople, il se brouilla avec l’ambassadeur Choiseul-Gouffier. Puis il embarqua pour la France.
À Versailles, il intrigua contre Choiseul-Gouffier et convainquit le nouveau ministre Montmorin de décerner un blâme contre son ambassadeur.
À nouveau chargé de lettres ministérielles, il se mit en route pour Constantinople le 17 mai 1788 dans le but essentiel de régler des affaires privées. Il s’agissait d’une prise d’intérêt dans un trafic de ventes d’armes françaises à la Turquie. S’étant acquitté de sa mission officielle, il fut renvoyé par Marie-Gabriel-Florent-Auguste de Choiseul-Gouffier qui lui reprocha d’interférer dans la diplomatie franco-turque, il retourna en France par les Balkans, travesti en Turc, mais fut arrêté non loin du front austro-turc, entre Nish et Belgrade. Soupçonné d’espionnage, il fut ramené enchaîné au camp du grand vizir, partageant la captivité de soldats et officiers hongrois, puis conduit avec eux à Constantinople où il fut détenu quelques semaines.  Ayant été libéré, il débarqua à Toulon à la mi-octobre 1788, et, sa réputation d’intrigant dangereux l’ayant précédé, il fut dès son arrivée l’objet d’une lettre de cachet et transféré au Lazaret puis au château d’If. 
Relâché après quelques mois, il gagna Paris où il arriva le 20 mai 1789. En janvier 1790, il fit imprimer les récits de ses voyages dans lesquels il règle ses comptes avec Choiseul-Gouffier. En 1791, le comte de Ferrières-Sauvebeuf fréquentait la société aristocratique, quoiqu’il s’en défendît par la suite. La Révolution fut pour lui l’occasion de pêcher en eaux troubles.

## Indicateur dans les prisons de la Terreur
Mal noté par le comité de surveillance de sa section, celui-ci ordonna son arrestation qui eut lieu le 8 frimaire an II. Envoyé à la prison de la Force, il fut peu après appelé à témoigner à charge contre le duc Florent du Châtelet, et c’est alors qu’il établit de premiers contacts épistolaires avec les membres du Comité de sûreté générale, celui qui officia en s’appuyant sur la « loi des suspects » (17 septembre 1793). Il fut plusieurs fois convoqué et appelé à témoigner à charge, en diverses circonstances, et chaque fois reconduit en prison. De cette manière, il pensait pouvoir retarder son renvoi devant le Tribunal révolutionnaire.
Par ses premiers renseignements, le comte de Ferrières-Sauvebeuf, a contribué aux projets des membres du Comité de sûreté générale, projets qui allaient sous peu aboutir aux dénonciations de conspiration des prisons, assorties de listes de conspirateurs. Il a, ainsi qu’il le dit, dévoilé certaines informations d’ordre privé qui ont permis, avant la loi du 22 prairial an II, de donner une apparence de consistance aux accusations diligentées par l’accusateur public. 
Il fut, pressenti avec un autre agent du même genre, un indicateur nommé Louis-Guillaume Armand, pour aider à la composition de la « fournée du 29 prairial » concoctée par Elie Lacoste, sous les directives de Barère de Vieuzac, Collot d'Herbois et Billaud-Varennes, et pour ce faire, il dut adresser des rapports quotidiens au Comité de sûreté générale. On l’appela enfin, avec quelques autres, à témoigner à charge au cours de ce procès des prétendus complices de Batz, de Cécile Renault et d’Henri Admirat. Il semble avoir particulièrement chargé les citoyens Comte et Ozanne, ses codétenus à la Force, également les citoyens Prosper Soulès, Jean-Baptiste Marino, Dangé, et Froidure, anciens administrateurs de police issus de la Commune hébertiste.

## Les principales listes de proscription
Le 17 juin 1794 le Comité de sûreté générale reçut de nouvelles listes de proscription. Le 1er messidor (an II), il écrivait à Elie Lacoste, membre du Comité de sûreté générale, pour lui dénoncer son propre frère qui avait quitté son appartement, pour aller loger chez la veuve Dasnières qui louait l’ancien appartement de Cazalès, du temps de la constituante. Le 1er messidor, il écrivait à Fouquier-Tinville, accusateur public du Tribunal révolutionnaire, au Palais que l’approvisionnement de la prison était déplorable et que ceux qui en étaient chargés réalisaient de substantiels bénéfices sur le dos des détenus.
Le 3 messidor, c’est Grégoire Jagot, membre du Comité de sûreté générale à qui il lui fut demandé d’adresser ses lettres. Le projet en cours, dont la mise en œuvre fut confiée à Dossonville et supervisée par, principalement, Alexis Vadier, André Amar, Grégoire Jagot et Jean-Henri Voulland, était de découvrir de fausses conspirations dans les grandes prisons et d’envoyer de préférence à la mort des personnes riches et des témoins gênants. Le citoyen Louis Comte et plusieurs administrateurs de police hébertistes étaient dans la catégorie des témoins peu fiables ou bavards, qu’il fallait se dépêcher d’éliminer sans débats contradictoires, ce qui fut rendu possible par la loi du 22 prairial an II. Il raconte ses discussions avec le citoyen Louis Comte, dans la cour de la prison de la Force et les visites que lui rend une ci-devant baronne hollandaise ayant le titre de comtesse chanoinesse, demeurant rue de Miromesnil. Il revient sur les affaires de l’approvisionnement de la prison de la Force cherchant à compromettre l’administrateur Dangé et la citoyenne Joli.
En pièce jointe, Ferrières-Sauvebeuf adresse à Jagot un rapport sur les transferts – dits alors « transfèrements » – de prisonniers en maisons de santé. Non seulement les prix de pension de ces établissements mais la décision du transfert lui-même donnait lieu à trafic d’argent. Plusieurs administrateurs de police étaient mouillés dans ces affaires. Ils périrent généralement avec leurs victimes. Un avocat s’était fait une spécialité de négociateur de « transfèrements ». Il approchait les prévenus des Carmes ou de la Force, sous le prétexte de leur proposer une défense au cas où ils seraient appelés au Tribunal révolutionnaire. En fait Fouquier-Tinville fut intéressé au premier chef dans ces affaires, jusqu’à leur révélation au cœur de l’hiver 1794. On exécuta rapidement la femme du fermier général Doué et d’autres.
Dans une lettre en date du 5 messidor, adressée à Grégoire Jagot qui réceptionnait ses dénonciations, il donnait de nouveaux renseignements sur les personnes suivantes. Pour changer de cadre, Ferrières-Sauvebeuf se propose comme mouton de la prison du Luxembourg, ou bien à Port-Libre, à Saint-Lazare ou encore aux Anglaises. Une nouvelle dénonciation détaillée en date du 8 messidor arriva bientôt dans les bureaux du Comité de sûreté générale, à l’adresse du citoyen Jagot, membre du Comité de sûreté générale.
Jusqu’au 9 thermidor, Ferrières-Sauvebeuf continue d’honorer le contrat tacite qui le lie au Comité de sûreté générale.

## Après la Terreur
Le 11 thermidor, il se vantait d’avoir rendu de grands services, se félicitait de l’exécution de Robespierre, et ayant écrit à Barère de Vieuzac qui, disait-il, lui « a rendu justice en pleine Convention », il demandait sa liberté. Lorsqu’il sortit de prison, Ferrières-Sauvebeuf eut à rendre des comptes à ceux qui, comme Lecointre de Versailles, avaient connaissance de son rôle dans les prisons. il fut désigné dans une de ses dénonciations contre les anciens terroristes Barère, Collot, Billaud, Vadier et Amar : « Je les accuse d’avoir souffert que les mêmes témoins entretenus, nourris dans les prisons, et connus vulgairement sous le nom de « moutons », déposassent à charge contre les prévenus; et l’on distinguait, parmi ces témoins, Ferrières-sauvebeuf, ex-noble, et Leymerie, secrétaire d’Amar ». Pour sa défense, il argua que ses employeurs avaient eux-mêmes désigné les nouveaux administrateurs hébertistes qui étaient à ses yeux les vrais coupables.
Il épousa en prison le 22 octobre 1794 Marie-Bénigne-Geneviève Rémond de Montmort (fille mineure de Louis-Jean Rémond de Montmort et de Marie-Renée Joly de Fleury) qu’il avait visitée à plusieurs reprises à la Petite Force et qui était enceinte. Il avait désormais un seul but, recouvrer des créances qu’il estimait revenir à sa femme. 
Il chercha à se faire employer au ministère des Affaires étrangères et fut envoyé en mission en Italie par Delacroix. Prévenu d’espionnage le 6 floréal an VII, il fut arrêté. Fouché l’aurait fait libérer pour l’embaucher et salarier comme indicateur de police. Par le frère de son épouse, il chercha à approcher Talleyrand pour obtenir une mission à l’étranger ; il ne fut pas employé. Arrêté de 1804 à 1811, il fut détenu au fort de Joux dans le Jura. Libéré, il se retira dans ses terres à la fin de l’Empire. 
Il mourut assassiné pour un motif inconnu le 18 février 1814 dans les rues de Montmort, en sortant d'un dîner chez le juge de paix.